# Samuel Foster
Samuel Foster (???? - 1652) fue un matemático y astrónomo. Hizo varias observaciones de eclipses, tanto de la luna como el sol, tanto en el Gresham College como en otros lugares; es conocido especialmente por haber mejorado y diseñado nuevos instrumentos astronómicos, de navegación, así como gnomónicos. Escribe en Londres, en 1624 'The Use of the Quadrant' con comentarios al cuadrante de Edmund Gunter y el 'The Art of Dialling; by a new, easie, and most speedy way,' en 1638 que edita William Leybourn, de este libro John Collins publica una edición mejorada en 1659. 